# Nurejew – The White Crow
Nurejew – The White Crow ist eine Filmbiografie des britischen Schauspielers und Regisseurs Ralph Fiennes über den sowjetischen Tänzer Rudolf Nurejew, der nach einem Gastspiel des Kirow-Balletts in Paris in einer dramatischen Flucht dem sowjetischen Geheimdienst KGB entkam und in die Freiheit im Westen flüchtete. Der Film basiert auf dem Buch Rudolf Nureyev: The Life von Julie Kavanagh.

## Inhalt
Der Film spielt im Kalten Krieg in den 1960er Jahren, als die sowjetischen Behörden das Kirow-Ballett mit seinem Startänzer Nurejew zu einem Gastspiel nach Paris schickten. Die Ballettkompanie wurde von KGB-Agenten begleitet, die die Tänzer aufmerksam beobachteten und versuchten, jeglichen Kontakt zur Außenwelt zu unterbinden.
Im Palais Garnier in Paris wird La Bayadère aufgeführt; das Stück wird erstmals auf einer französischen Bühne gespielt. Nurejew tanzt die Rolle des Solor, sein Auftritt wird ein großer Erfolg und macht ihn mit einem Schlag im Westen berühmt. Nurejew, mit seinem ungestümen Temperament, gelingt es immer wieder, sich seinen Bewachern zu entziehen. Er lernt die junge Clara kennen, die damals mit dem kurz zuvor bei einem Unfall ums Leben gekommenen Sohn des französischen Kulturministers André Malraux verlobt war, und erhält so Zugang zur französischen Gesellschaft, was vom KGB mit Misstrauen beobachtet wird. Es wird veranlasst, Nurejew nach Moskau zurückzuschicken, und Nurejew befürchtet das Ende seiner Tänzerkarriere. Mit Claras Hilfe und offenbar im Konsens mit den französischen Behörden gelingt ihm auf dem Flughafen Le Bourget der Absprung in den Westen.
Der Film erzählt den Aufenthalt Nurejews nicht chronologisch, vielmehr wird der Erzählfaden immer wieder durch Rückblenden unterbrochen: auf Nurejews Geburt in einem Wagen der Sibirischen Eisenbahn, auf die ärmlichen Verhältnisse, in denen er in den 1940er Jahren aufwuchs, auf die Begegnung und die Arbeit mit seinem Mentor, Alexander Puschkin, die Ankunft in Leningrad, bis zu seinen ersten großen Bühnenerfolgen.

## Produktion

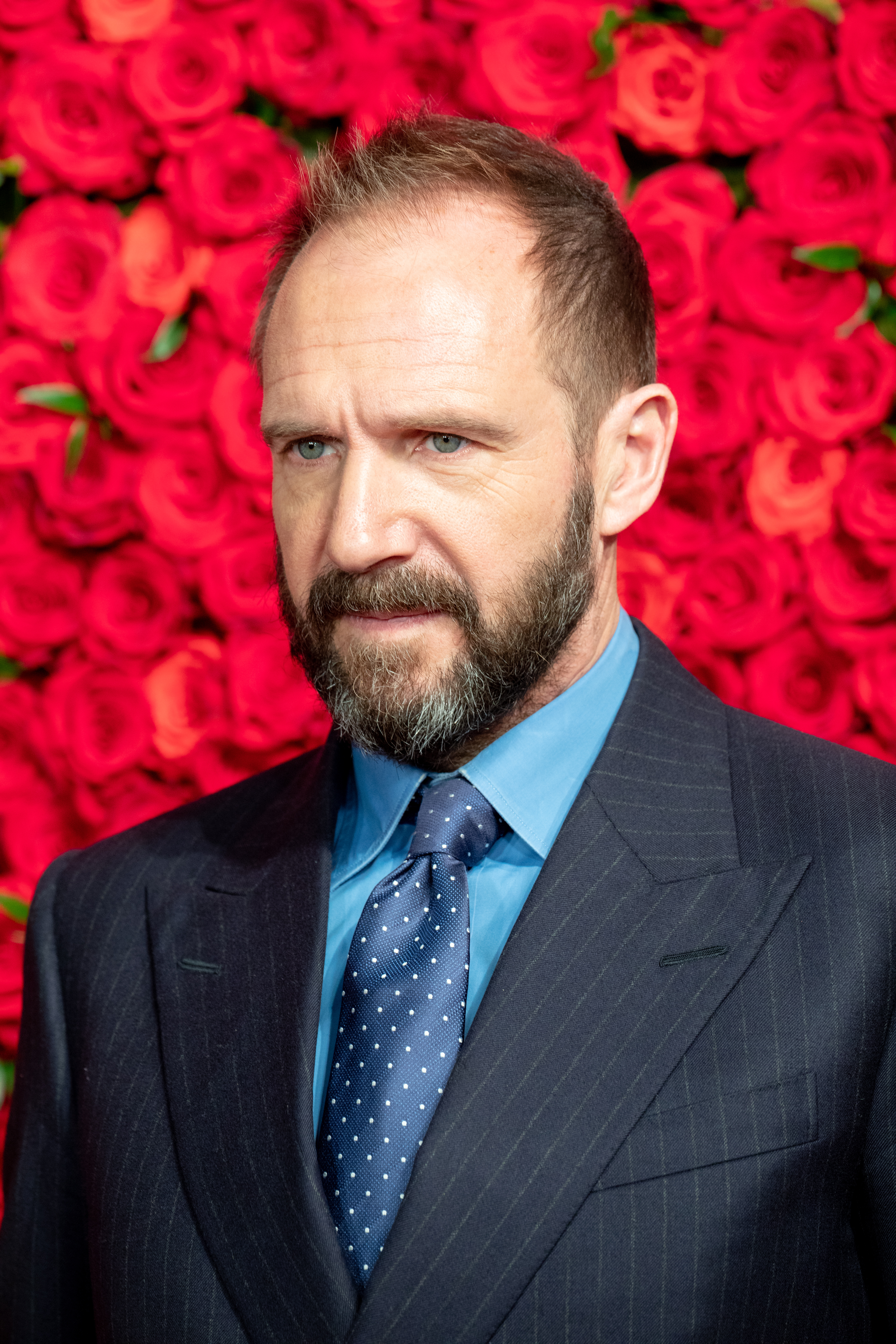
Ralph Fiennes, der Regie führte und in der Rolle von Alexander Puschkin zu sehen ist, beim Tokyo International Film Festival

Es handelt sich bei The White Crow nach Coriolanus und The Invisible Woman um den dritten Film, bei dem Ralph Fiennes Regie führte. Der Film basiert auf einem Buch von Julie Kavanagh, das von David Hare adaptiert wurde. Mitproduzentin war Gabrielle Tana, die bereits Fiennes’ beide vorhergehende Filme mitproduziert hatte und die maßgeblich am Konzept und der Produktion des Dokumentarfilms Dancer über Sergei Polunin beteiligt war.
Der Film wurde von August 2017 bis Januar 2018 in Russland, Kroatien, Serbien und Frankreich gedreht. Außer an diversen Orten in Paris wurde im Kroatischen Nationaltheater in Rijeka, in Studios in Serbien sowie an Orten gefilmt, an denen Nurejew seine Kindheit und Jugend verbracht und seine Karriere in Russland begonnen hatte. Einige Szenen spielen im Mariinski-Theater (früher Kirow-Theater), eine Sequenz in der Eremitage in Sankt-Petersburg.
Drehorte in Paris waren u. a. die Sainte-Chapelle, das Palais de la Cité, der Louvre und die Opéra Garnier.
Mike Eley drehte mit Ausnahme einiger weniger Sequenzen – vor allem in St. Petersburg in der Eremitage, in denen er eine Digitalkamera einsetzte – im Format Super 16. Er arbeitete mit einer ARRI 416-16mm Kamera sowie mit Cooke S4 und Angenieux Optimo-Linsen.
Für die Choreografien verantwortlich war Johan Kobborg, ehemaliger Solotänzer des Kopenhagener Kongelige Ballet und des Royal Ballet London.
Die Kostüme entwarf die mehrfach ausgezeichnete französische Designerin Madeline Fontaine.
Die Ballettmusik des Films – Tschaikowsky, Prokofjew, Krein und Minkus – wurde von Ilan Eshkeri arrangiert, vom Belgrad Philharmonic Orchestra bzw. dem London Metropolitan Orchestra unter Leitung seines Dirigenten Andy Brown eingespielt. Die Violine spielt Lisa Batiashvili. Ein Soundtrack wurde am 22. März 2019 von der Deutschen Grammophon als Download veröffentlicht.
Die Postproduktion wurde im Cinelab in London durchgeführt.
Die deutsche Fassung ist durchgehend deutsch synchronisiert, während die Schauspieler in der originalen Fassung abwechselnd Englisch, Russisch und Französisch sprechen.

## Veröffentlichung
Der Film hatte seine internationale Premiere am 31. August 2018 auf dem Telluride Film Festival in Colorado.
Die Premiere in London fand am 18. Oktober 2018 im Rahmen des BFI London Film Festival im Embankment Garden Cinema statt. Ende Oktober 2018 wurde der Film beim Tokyo International Film Festival im Hauptwettbewerb gezeigt. Am 26. September 2019 kam er in die deutschen Kinos.

## Auszeichnungen
Ralph Fiennes wurde auf dem Tokyo International Film Festival 2018 mit dem Award for Best Artistic Contribution ausgezeichnet.

## Kritik
Margarete Frühling schreibt im Internetjournal weltexpresso.de, Ralph Fiennes sei in seiner dritten Regiearbeit ein faszinierender Film über einen unangepassten und freiheitsliebenden Menschen gelungen. The White Crow sei sicher kein „normaler“ Tanzfilm, denn darin werde weder der Drill der Ausbildung noch die Konkurrenz zwischen den Tänzern ausführlich gezeigt. „Ralph Fiennes hat nicht nur einen spannenden, sondern auch einen politischen Film über die Situation im Kalten Krieg der 1950er und 1960er Jahre geschaffen, denn er zeigt sehr deutlich, welchen Einfluss sowohl das System als auch dessen Überwacher auf den Einzelnen hat.“
Verena Franke schreibt in ihrer Filmkritik in der Wiener Zeitung, der ukrainische Tänzer Oleg Ivenko überzeuge als Nurejew nicht nur in den langen Tanzsequenzen. Fiennes gelinge es, dem Biopic neben der künstlerischen auch eine politische Ebene zu verleihen.